# Jingmikanalen
Jingmikanalen eller Jingmi Yinshuiqu är en kanal i Kina.   Den ligger i provinsen Peking, i den nordöstra delen av landet, 70 km nordost om huvudstaden Peking. Jingmikanalen flyter från Baifloden vid Miyunreservoaren söder ut genom Huairoureservoaren till Kunmingsjön vid Sommarpalatset.